# San Zenone al Po
San Zenone al Po (San Zanón in dialetto pavese) è un comune italiano di 576 abitanti della provincia di Pavia in Lombardia. Si trova nel Pavese meridionale, sulla riva sinistra del Po, presso la confluenza dell'Olona che attraversa il paese.

## Storia
Appare nel XII secolo come Sancto Zenono; faceva parte della Campagna Sottana pavese, e precisamente, dal XV secolo, della squadra (podesteria) del Vicariato di Belgioioso (che aveva per capoluogo Corteolona). Nel Trecento, il castello di San Zenone era di proprietà della famiglia de da Codallo ed era dotato di ricetto. Infeudato sul finire del XV secolo ad Ercole d'Este degli Este di San Martino, ramo cadetto della casa ducale ferrarese degli Estensi. Questi si estinsero nel 1752 ed il feudo passò nel 1757 ai loro eredi, i principi Barbiano di Belgioioso. Nel 1863 prese il nome di San Zenone al Po.

### Simboli
Lo stemma e il gonfalone del comune di San Zenone al Po sono stati concessi con decreto del presidente della Repubblica del 14 luglio 2008.
Il gonfalone è costituito da un drappo di giallo.
Prima della concessione dell'emblema attuale, il Comune utilizzava dal 1938 uno stemma non riconosciuto ufficialmente di rosso, al gelso, baccato d'oro, nodrito nella campagna di verde, simbolo della coltura gelsifera, importante attività economica della zona.

## Società

### Evoluzione demografica
Abitanti censiti

Il paese diede i natali a Gianni Brera ed ai genitori del noto Chef Gualtiero Marchesi.